# Anne Vignot
Pour les articles homonymes, voir Vignot (homonymie).
Anne Vignot, née le 28 février 1960 à Dole (Jura), est une femme politique française, maire de Besançon et présidente de Grand Besançon Métropole.
Géographe au CNRS, militante de l’environnement, elle est membre des Écologistes, elle est conseillère régionale de Franche-Comté de 2010 à 2015 et adjointe au maire de Besançon de 2014 à 2020. À l'issue des élections municipales de 2020, elle devient la première femme maire de Besançon et présidente de Grand Besançon Métropole.

## Biographie

### Enfance et vie familiale
Anne Vignot nait le 28 février 1960 à Dole d'un père ouvrier à l'usine Solvay de Tavaux et d'une mère femme au foyer,,,. Elle grandit dans la cité ouvrière de Tavaux, rue Berthelot, avec son frère et ses trois sœurs,. Elle est scolarisée à l'école primaire de Tavaux et au lycée technique Les Mesnils Pasteur de Dole, où elle obtient un baccalauréat G1 en secrétariat,.
Elle a un fils, né en 1988, qu'elle a élevé seule,.

### Études et parcours professionnel
Anne Vignot fait des études supérieures à l'université de Franche-Comté à Besançon,, où elle obtient un DEA de géographie. En 1984, elle entre au Centre national de la recherche scientifique (CNRS), d'abord en tant que technicienne, puis elle y devient ingénieure de recherche au laboratoire Chrono-environnement.
Elle est directrice du jardin botanique de Besançon de 2006 à 2014.

## Parcours politique

### Conseillère régionale de Franche-Comté

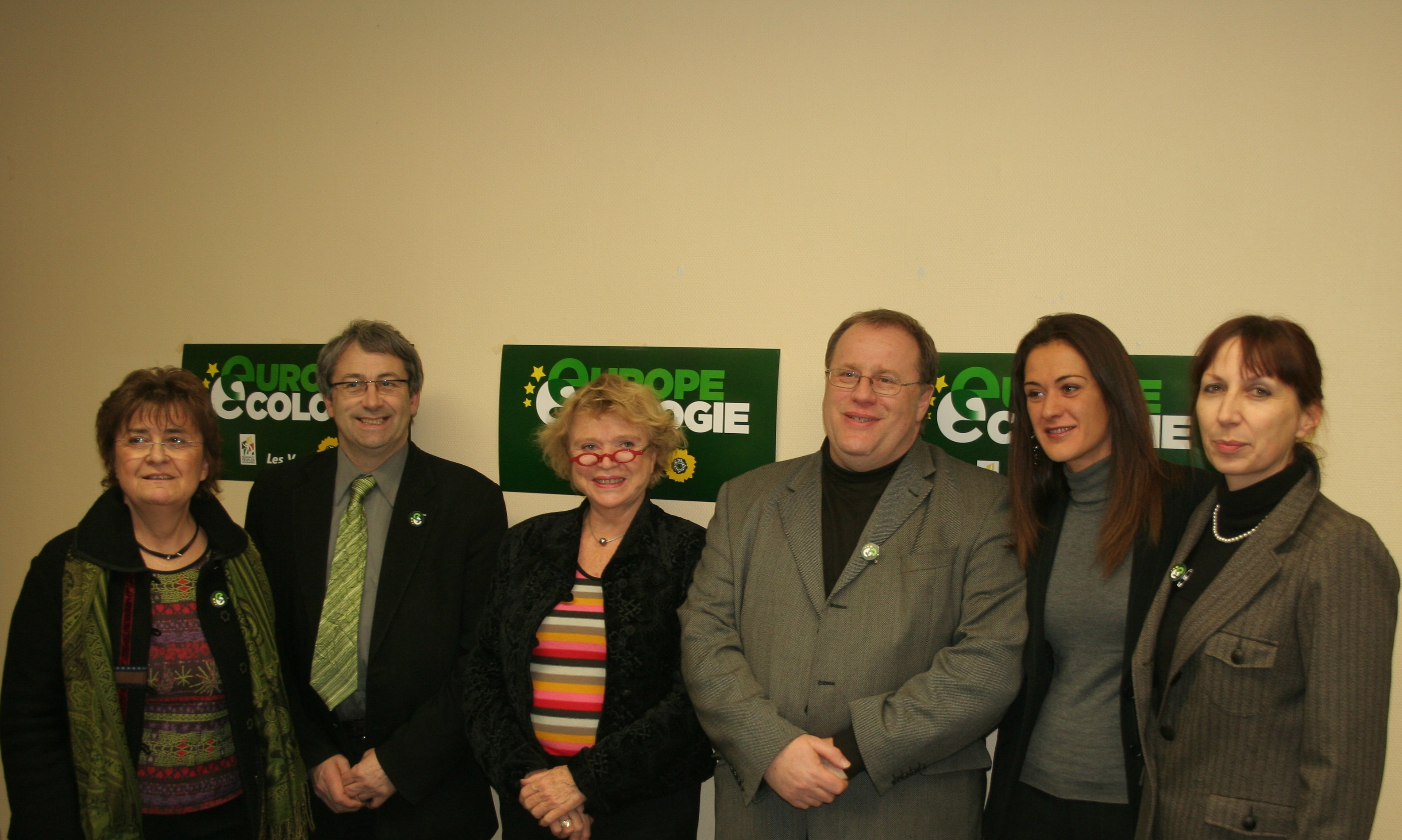
Anne Vignot (à droite) avec les députées européennes Eva Joly et Sandrine Bélier et les autres têtes de listes départementales Europe Écologie pour les élections régionales de 2010.

Anne Vignot entre en politique en 2010, à 50 ans, en rejoignant la liste d'Europe Écologie menée par Alain Fousseret aux élections régionales de 2010. Elle est élue conseillère régionale de Franche-Comté.
Aux élections régionales de 2015, elle figure en dernière position de la liste écologiste dans le Doubs et n'est pas réélue.

### Adjointe au maire de Besançon
Aux élections municipales de 2014 à Besançon, elle rejoint la liste d'union de la gauche portée par Jean-Louis Fousseret, qui recueille 33,6 % des voix au premier tour, puis 47,38 % au second tour. Réélu maire, Jean-Louis Fousseret la nomme adjointe chargée du développement durable, de l'environnement, du cadre de vie et de la transition énergétique.

### Élection à la mairie de Besançon en 2020
Anne Vignot annonce le 10 septembre 2018 son intention de briguer la succession de Jean-Louis Fousseret aux élections municipales de 2020 à Besançon en déclarant vouloir mener une liste d'union de la gauche réunissant EELV, G·s, LFI, le PCF et le PS. Elle ne parviendra toutefois pas à s'unir avec la France insoumise, qui présentera sa propre liste, des dissensions étant trop importantes notamment sur le dossier de l'urbanisation des Vaîtes, de la gratuité des transports, ou la rénovation urbaine de Planoise.
En mars 2019, Anne Vignot, Christophe Lime, adjoint au maire et membre du PCF, et Joseph Gosset, porte-parole de l'association À gauche citoyens ! se rassemblent dans un collectif dénommé « L'Équipe » en vue d'une candidature unique de la gauche pour les élections municipales. Lors d'une conférence de presse se déroulant le 3 juillet 2019 au Kursaal, L'Équipe officialise la candidature d'Anne Vignot comme tête de liste. Au début du mois d'octobre, L'Équipe enregistre le ralliement du Parti socialiste et de son candidat Nicolas Bodin, ainsi que de la section locale du parti Génération.s menée par l'ancienne députée socialiste frondeuse Barbara Romagnan, faisant d'Anne Vignot la tête d'une liste d'union de la gauche. Elle lance sa campagne le 12 octobre au Kursaal en présence des autres figures de proue du rassemblement.
Le 21 décembre, le nom de la liste menée par Anne Vignot, « Besançon par nature », est dévoilé et le soutien de trois nouvelles formations, le Parti radical de gauche, Cap21 et Urgence écologie, est officialisé. La composition de la liste est présentée le samedi 8 février 2020 sur le site de la Malcombe : la moyenne d'âge est de 47 ans et elle comporte 14 élus sortants et 26 personnes issues de la société civile,. En deuxième position se trouve le socialiste Nicolas Bodin, 48 ans, deuxième adjoint lors de la mandature 2014-2020 ; Christophe Lime, chef de file du Parti communiste est en quatrième position ; l'ancienne députée socialiste et désormais membre de Génération.s Barbara Romagnan est en dernière position.
Le 17 février 2020, une trentaine d'élus et anciens élus de la ville et de la région publient un texte de soutien à la candidate : « Nous sommes convaincu·e·s qu’Anne Vignot et son équipe feront de Besançon une ville pleinement ancrée dans le XXIe siècle : une ville où il fait bon vivre, une ville résiliente, une ville durable, une ville attractive. ». Parmi les signataires se trouvent la présidente socialiste de la région Bourgogne-Franche-Comté Marie-Guite Dufay, l'ancienne députée socialiste Barbara Romagnan, le sénateur Martial Bourquin, l'ancien conseiller régional écologiste et frère du maire sortant Alain Fousseret, et des anciens ou actuels adjoints du maire sortant. Le 23 juin 2020, elle reçoit le soutien de la maire de Paris, Anne Hidalgo, et de la maire de Rennes, Nathalie Appéré.
Le 28 juin 2020, à l'issue du second tour des élections municipales qui se tient durant la pandémie de Covid-19 et qui est marqué par une abstention record, la liste qu'elle conduit arrive en tête avec 43,83% des voix, devant celles de Ludovic Fagaut (LR) et d'Éric Alauzet (LREM),,, ce qui représente environ 17% des électeurs inscrits et 10 % des habitants. Le 3 juillet 2020, elle est élue maire par le conseil municipal de Besançon, devenant ainsi la première femme à occuper cette fonction. Le 16 juillet 2020, elle est élue présidente de Grand Besançon Métropole par le conseil communautaire.

## Politique municipale et prises de position
Sa gestion municipale est marquée par la réduction de la place de la voiture, l'aménagement de pistes cyclables, la rénovation des écoles et des crèches, la transformation de l’espace public pour favoriser la mixité sociale, la mise en chantier du plus long réseau de chaleur décarboné de France, la végétalisation des surfaces minérales. Sur le thème de la sécurité, elle s'est opposée à l'augmentation du nombre de caméras de vidéosurveillance. En effet, Besançon se distingue par un nombre de caméras par habitant supérieur à la moyenne nationale, la 9e ville la plus dotée en France.
En décembre 2021, à l'occasion de la journée internationale des migrants, Anne Vignot et un de ses conseillers municipaux présentent leur plan d'accueil pour les migrants dans les années à venir : environ 350 réfugiés seront accueillis annuellement sur le territoire bisontin. Elle s'engage à signer la charte de l'association nationale des villes et territoires accueillants (ANTIVA). Afin de réussir leur intégration, des logements sont trouvés et un accompagnement est proposé.
En 2025, Anne Vignot porte plainte contre une militante identitaire pour « diffamation publique ». Cette dernière, âgée de 20 ans, avait fait irruption lors des vœux de la maire aux agents municipaux, en brandissant une pancarte « violeurs étrangers bienvenue » et des tracts diffamatoires. La maire de Besançon qualifie ces propos d'« insoutenables ».

## Polémiques
Durant l'été 2018, elle se trouve au cœur d'une polémique à la suite de la parution d'un arrêté antimendicité que le maire Jean-Louis Fousseret a signé sans l'avoir mis aux voix de l'assemblée municipale. Anne Vignot a demandé le retrait du texte et regretté cette approbation.
Le 26 mai 2025, une plainte pour suspicion de délit de favoritisme est déposée à l'encontre d'Anne Vignot par le conseil de Jean-Philippe Allenbach, président du Mouvement Franche-Comté. Il est reproché à la maire d'avoir supposément accordé à Lili Reynaud-Dewar le marché de la statue en hommage à Jenny d'Héricourt (érigée place de la Révolution à Besançon et inaugurée le 8 mars 2025) sans l'avoir au préalable mise en concurrence avec d'autres artistes. 

## Publications
- Dir. avec Monique Clavel-Lévêque, Cité et Territoire : colloque européen, Béziers, 24-26 octobre 1997, t. II, Paris, Presses universitaires de Franche-Comté, 1998, 276 p. (ISBN 2-913322-07-7)
- Équilibres et rupture dans les écosystèmes depuis 20 000 ans en Europe de l'Ouest : Actes du colloque international de Besançon 18-22 septembre 2000, Presses universitaires de Franche-Comté, 2002, 488 p. (ISBN 978-2-84627-057-1)
- François Favory et Anne Vignot, Actualités de la recherche en histoire et archéologie agraires, Besançon, Presses universitaires de Franche-Comté, 2003, 378 p.